# Benedikt Erlingsson
Benedikt Erlingsson est un réalisateur, scénariste et acteur islandais né le 31 mai 1969 en Islande à Reykjavik. 
En 2018, son film Woman at War est primé sur scénario dans le cadre de l'Aide à la Création de la Fondation Gan pour le Cinéma.

## Biographie
Benedikt Erlingsson a été  diplômé de l' Académie des Arts d'Islande en 1994. Il est metteur en scène au Théâtre National d'Islande.
En 2006, il interprète le rôle de Tolk dans le film Le Direktør de Lars von Triersl.
En 2013, il réalise son premier long métrage Des chevaux et des hommes. Le film remporte le Prix du film du Conseil nordique 2014 et le prix du public au Festival international du film de Tromsø en 2014 en Norvège.
En 2018, son deuxième film, Woman at War est un drame sur le combat d'une femme pour préserver la nature islandaise face à la pollution d'une multinationale industrielle,.
Des chevaux et des hommes et Woman at War remportent le Nordic Council Film Prize.

## Filmographie

### Comme acteur

#### Cinéma
- 1995 : Tár úr steini de Hilmar Oddsson
- 1998 : Dansinn d'Ágúst Guðmundsson : Hólófernes
- 2001 : Mávahlátur d'Ágúst Guðmundsson : Hilli
- 2002 : Litla lirfan ljóta (court-métrage) de Gunnar Karlsson : Narrateur
- 2006 : Le Direktør (Direktøren for det hele) de Lars von Trier : Tolk
- 2006 : She Talks Icelandic (court-métrage) d'Ari Alexander Ergis Magnússon
- 2007 : Parents (Foreldrar) de Ragnar Bragason
- 2007 : Skröltormar (court-métrage) de Hafsteinn Gunnar Sigurðsson : Hrafn
- 2008 : The Higher Force (Stóra planið) de Olaf de Fleur Johannesson : Snati
- 2008 : Le Clou (Naglinn) (court-métrage) de lui-même : le docteur
- 2009 : Einu sinni var... (court-métrage) de Brynja Valdís Gísladóttir
- 2011 : Polite People (Kurteist fólk) d'Olaf de Fleur Johannesson : Þorgeir
- 2011 : Volcano (Eldfjall) de Rúnar Rúnarsson : Pálmi
- 2016 : Stefan Zweig, adieu l'Europe (Vor der Morgenröte) de Maria Schrader : Halldór Laxness
- 2024 : Touch - Nos étreintes passées de Baltasar Kormakur : Dr. Stefansson
- 2024 : When the Light Breaks (Ljosbrot) de Rúnar Rúnarsson : le père d'Una

#### Télévision
- 1999 : Fóstbræður (sketch-show télévisé), épisode Nýársbomba Fóstbræðra
- 2001 : Mit liv som Bent (série télévisée) : Haraldur (2 épisodes)
- 2003 : Njálssaga (téléfilm) de Björn Br. Björnsson : Skammkell
- 2004 : Ørnen : En krimi-odyssé (série télévisée) : Flykaptajn (1 épisode)
- 2005 : Häktet (mini-série) : Intagen Björgvin Hallmarsson
- 2007 : Næturvaktin (mini-série) : le mari de la Japonaise (1 épisode)
- 2007 : Skaup (téléfilm) de Ragnar Bragason
- 2009 : Circledrawers (téléfilm) d'Olaf de Fleur Johannesson : Mozart
- 2010 : Hlemmavídeó (série télévisée) (1 épisode)
- 2011 : Heimsendir (mini-série) de Ragnar Bragason : Búi (9 épisodes)
- 2014-2015 : Ævar vísindamaður (série télévisée) : Charles Darwin et Galileo Galilei (2 épisodes)
- 2016 : Borgarstjórinn (série télévisée) de Jón Gnarr : le ministre de l'intérieur
- 2016 : Áramótaskaup 2016 (téléfilm) de Jón Gnarr
- 2021 : Hver drap Friðrik Dór ? (série télévisée) de Haukur Björgvinsson, Helgi Jóhannsson, Hörður Sveinsson et Eilífur Örn Þrastarson (2 épisodes)
- 2021-2022 : Blackport (Verbúðin) (série télévisée) : Steingrimur
- 2024 : Ráðherrann (série télévisée) : Aki

### Comme réalisateur
- 2007 : Thanks (court-métrage)
- 2008 : Le Clou (Naglinn) (court-métrage)
- 2013 : Des chevaux et des hommes (Hross í oss)
- 2015 : The Show of Shows (documentaire)
- 2018 : Woman at War (Kona fer í stríð)

### Comme scénariste
- 1997 : Fóstbræður (sketch-show télévisé) (épisode 1)
- 2007 : Thanks, court-métrage de lui-même
- 2008 : Le Clou (Naglinn), court-métrage de lui-même
- 2013 : Des chevaux et des hommes (Hross í oss) de lui-même
- 2018 : Woman at War (Kona fer í stríð) de lui-même

### Comme producteur
- 2007 : Thanks, court-métrage de lui-même
- 2008 : Le Clou (Naglinn), court-métrage de lui-même
- 2016 : Aumingja Ísland de Ari Alexander Ergis Magnússon
- 2018 : Woman at War (Kona fer í stríð) de lui-même